# Joseph Brahim Seïd
Joseph Brahim Seïd, född 1927 i N'Djamena, död den 4 mars 1980, var en tchadisk politiker och författare. Han var justitieminister i Tchad mellan 1966 och 1975. 
Som författare var han känd för böckerna Au Tchad sous les étoiles ("Under stjärnorna i Tchad", 1962) och Un enfant du Tchad ("Ett barn av Tchad", 1967), som till stora delar bygger på hans eget liv.